# Placówka Straży Granicznej w Zielonej Górze-Babimoście
Placówka Straży Granicznej w Zielonej Górze-Babimoście – graniczna jednostka organizacyjna Straży Granicznej realizująca zadania w ochronie granicy państwowej na wewnętrznej granicy Unii Europejskiej z Republiką Federalną Niemiec i zewnętrznej granicy Unii Europejskiej oraz kontroli bezpieczeństwa w komunikacji lotniczej, na terenie Portu Lotniczego Zielona Góra-Babimost.

## Formowanie i zmiany organizacyjne
Placówka Straży Granicznej w Zielonej Górze-Babimoście (PSG w Zielonej Górze-Babimoście) została utworzona 16 marca 2009 z połączenia Placówki Straży Granicznej w Gubinku, strażnic Straży Granicznej w: Strzegowie, Polanowicach, Gubinie i Żytowaniu w strukturach Lubuskiego Oddziału Straży Granicznej.
Zgodnie ze zmianami organizacyjnymi 1 czerwca 2009 Placówka SG w Zielonej Górze-Babimoście została włączona w struktury utworzonego Nadodrzańskiego Oddziału Straży Granicznej w Krośnie Odrzańskim.
1 czerwca 2011 otwarto uroczyście siedzibę Placówki SG w Zielonej Górze-Babimoście, która od tego dnia mieści się w Zielonej Górze przy ul. Kazimierza Wielkiego 12. Wcześniej, od momentu jej utworzenia, funkcjonariusze tej placówki mieli siedzibę w obiekcie komendy Nadodrzańskiego Oddziału.

## Terytorialny zasięg działania
Stan z 1 sierpnia 2011
Placówka SG w Zielonej Górze-Babimoście ochraniała odcinek granicy państwowej:
- Od znaku granicznego nr 364 do znaku granicznego nr 432.
- W strefie nadgranicznej linia rozgraniczenia z:

1. Placówką Straży Granicznej w Tuplicach: włącznie znak graniczny nr 364, granicą gmin Brody i Lubsko oraz Gubin i  Bobrowice.
2. Placówką Straży Granicznej w Świecku: włącznie znak graniczny nr 432, dalej granicą gmin Gubin i Maszewo oraz Cybinka i Torzym.

- Poza strefą nadgraniczną obejmował m.p. Zielona Góra, z powiatu zielonogórskiego gminy: Babimost, Bojadła, Czerwieńsk, Kargowa, Sulechów, Świdnica, Trzebiechów, Zabór, Zielona Góra, z powiatu krośnieńskiego: gminy Dąbie, Bytnica.

### Podległe przejścia graniczne
- Zielona Góra-Babimost (lotnicze)
- Przylep k/Zielonej Góry (lotnicze).

## Placówki sąsiednie
- Placówka SG w Tuplicach ⇔ Placówka SG w Świecku – 01.08.2011[5].

## Komendanci placówki
- ppłk SG Dariusz Michalski – obecnie.